# Theodore Ayrault Dodge
Theodore Ayrault Dodge (n. 28 mai 1842, Pittsfield, Massachusetts, SUA – d. 26 octombrie 1909, Paris, Franța) a fost un ofițer și istoric militar american. A luptat ca ofițer al Uniunii în Războiul Civil American. A realizat lucrări istorice despre Războiul Civil American și marii generali ai istoriei europene. 

## Biografie
Născut în Pittsfield, Massachusetts, a primit o educație militară în Berlin și a studiat la University College London și la Universitatea din Heidelberg. Întors în Statele Unite în 1861, s-a înrolat imediat în armata de voluntari ai New Yorkului. Pe parcursul Războiului Civil American, a atins gradul de locotenent colonel, pierzându-și piciorul drept în bătălia de la Gettysburg. A servit în Departamentul de Război din 1864. În 1870 se retrage din armată cu rangul de maior. După retragere, a trăit în Boston până s-a mutat la Paris, unde a și murit. Este înmormântat la Cimitirul Național Arlington.
Lucrările sale despre Războiul Civil includ The Campaign of Chancellorsville (1881) and Bird's Eye View of the Civil War (1883). Între 1890 și 1907 a publicat 12 volume din a sa lucrare History of the Art of War: Alexander, Hannibal, Caesar, Gustavus Adolphus, Frederick the Great, Napoleon, deși volumele despre Frederic cel Mare nu au fost completate înainte de moartea sa. Lucrarea a fost împărțită în biografii individuale pentru publicațiile moderne.

## Legături externe
- en Lucrări de Theodore Ayrault Dodge la Proiectul Gutenberg
- en Theodore Ayrault Dodge's entry on the Arlington National Cemetery website Arhivat în 11 septembrie 2016, la Wayback Machine., featuring a photograph of his grave

Acest articol conține text din Encyclopædia Britannica 1911, o publicație aparținând domeniului public. 